# The God Within
The God Within è un cortometraggio muto del 1912 diretto da David W. Griffith.

## Produzione
Il film fu prodotto dalla Biograph Company.

## Distribuzione
Distribuito dalla General Company, il film uscì nelle sale statunitensi il giorno dopo Natale, il 26 dicembre 1912. Ne venne fatta una riedizione nel 1915. Il film esiste ancora.

### Data di uscita
- USA	26 dicembre 1912
- USA	12 novembre 1915 (riedizione)